# محفظه ابر ویلسون
محفظه ابر ویلسون ابزاری است که امکان مشاهده مسیر یک تابش یوننده را از طریق تراکم بخار آب بر روی یون فراهم می‌سازد.